# المتحف النيوزلندي الوطني
المتحف النيوزلندي الوطني، ويسمى تي بابا تونغاريوا (بالماورية: Te Papa Tongarewa) هو المتحف الوطني لنيوزيلندا، ويقع في العاصمة ويلينغتون. يُعرف اختصارًا باسم تي بابا، والذي يعني "حاوية الكنوز" بلغة الماورية.

## التاريخ والتأسيس
تأسس المتحف الحالي في عام 1992 بموجب قانون برلماني دمج المتحف الوطني لنيوزيلندا ومتحف الفنون الوطني. تم افتتاح المبنى الجديد رسميًا في 14 فبراير 1998. يُعد تي بابا من أكثر المتاحف زيارة في نيوزيلندا، حيث يستقبل أكثر من مليون زائر سنويًا.

## المجموعات والمعارض
يضم المتحف مجموعة واسعة من المعارض الدائمة والمؤقتة التي تغطي مجالات متعددة، منها:
- الثقافة الماورية: يعرض المتحف كنوزًا ثقافية (تاونغا) تعكس تراث الماوري وتقاليدهم.
- تاريخ نيوزيلندا: معارض تسلط الضوء على الأحداث التاريخية والاجتماعية التي شكلت البلاد.
- الطبيعة والعلوم: يحتوي على مجموعات من الحفريات، والنباتات، والحيوانات، بما في ذلك أكبر نموذج لحبار عملاق في العالم.
- الفنون: يضم أعمالًا فنية من نيوزيلندا والعالم، مع التركيز على الفن المعاصر.

## التصميم والعمارة
صُمِّم مبنى تي بابا بأسلوب حديث يراعي مبادئ التصميم الثنائي الثقافي، مما يعكس الشراكة بين الماوري والشعوب الأخرى في نيوزيلندا. يتكون المبنى من ستة طوابق تضم معارض، ومقاهي، ومتاجر، بالإضافة إلى مساحات خارجية تحاكي البيئات الطبيعية.

## روابط خارجية
- الموقع الرسمي لمتحف تي بابا